# Bloomington (Teksas)
Bloomington – jednostka osadnicza w Stanach Zjednoczonych, w stanie Teksas, w hrabstwie Victoria.